# زبابة قوقازية
زبابة قوقازية (الاسم العلمي: Sorex satunini) (بالإنجليزية: Caucasian Shrew)‏ هو نوع من الحيوانات يتبع جنس الزبابة من الفصيلة الزبابات.